# Кучко, Елена Евгеньевна
Кучко Елена Евгеньевна (род. 16 октября 1967, Минск, БССР) — советский и белорусский и социолог, профессор, доктор социологических наук. Специалист в области истории, теории и методологии социологических исследований, социальной инноватике. Автор работ по методологии и методам социологических исследований, социологии инноваций, социологии управления.

## Биография
Родилась 16 октября 1967 года в Минске.
Окончила отделение философии философско-экономического факультета Белорусского государственного университета (1990) и была приглашена работать на кафедру социологии в должности преподавателя. С 1990 по 1993 год училась в очной аспирантуре при кафедре социологии Белорусского государственного университета. В 1993 году защитила кандидатскую диссертацию по специальности 22.00.01 — «Теория, история и методология социологии» (присвоена ученая степень кандидата социологических наук). В 1998 году присвоено звание доцента по специальности «Социология». В 2010 году защитила докторскую диссертацию по специальности 22.00.01 «Теория, история и методология социологии» (присвоена ученая степень доктора социологических наук). В 2012 году присвоено звание профессора по специальности «Социология».

## Научная деятельность
Вся научно-исследовательская и педагогическая деятельность связана с кафедрой социологии Белорусского государственного университета, где работает с 1990 года по настоящее время. Является ученым секретарем Совета факультета философии и социальных наук, членом специализированных советов по защите кандидатских и докторских диссертаций при БГУ и Академии наук Беларуси . Член редколлегий научных журналов («Социология»). Член международной социологической ассоциации.

## Сфера научных интересов
- теоретическая социология
- методология и методы социологических исследований
- инноватика и социальная иноватика
- менеджмент инноваций
- консалтинг и управленческое консультирование

## Научные труды
Опубликовано более 100 научных работ, среди которых монография, учебное пособие. Автор и соавтор научных статей, учебников и учебных пособий по социологии, монографий, учебно-методических материалов, энциклопедий.
Монографии:
- Кучко, Е. Е. Социология инноваций. — Минск: Право и экономика, 2009. — 340 с.

Статьи в научных изданиях:
- Кучко, Е. Е. Использование метода экспертных оценок для социологического прогнозирования // Веснік БДУ. Серыя 3. — 1993. — № 1. — С. 40-42.
- Кучко, Е. Е. Интервью как метод сбора социологической информации // Гуманитарно-экономический Вестник. — 1996. — № 1. — С. 93-98.
- Кучко, Е. Е. Социологическое обеспечение нововведений как фактор оптимизации инновационной деятельности // Веснік БДУ. Серыя 3. — 1997. — С. 56-58.
- Кучко, Е. Е. Теоретико-методологические основы социологии нововведений // Методологія, теорія та практика соціологічного аналізу сучасного суспільства: Збірник науковых праць / ред. кол.: В. С. Бакіров [и др.] — Харьків: Видавничий центр Харківського націщнального університету iменi В. Н. Каразіна, 2004. — С. 112—114.
- Теоретико-методологические основания синтеза качественного и количественного подходов в современной социологии / Е. Е. Кучко, Т. В. Кузьменко // Методологія, теорія та практика соціологічного аналізу сучасного суспільства: Збірник науковых праць / ред. кол.: В. С. Бакіров [и др.] — Харьків: Видавничий центр Харківського націщнального університету iменi В. Н. Каразіна, 2005. — С. 247—250.
- Кучко, Е. Е. Социология нововведений как специальная социологическая теория // Социология. — 2007. — № 4. — С. 91-101.
- Кучко, Е. Е. Факторы, влияющие на восприятие и оценку нововведений // Труд. Профсоюзы. Общество. — 2008. — № 1. — С. 39-43.
- Кучко, Е. Е. Инновационная политика как стратегия социального развития // Проблемы управления. — 2008. — № 1. — С. 195—201.
- Кучко, Е. Е. Становление категориального аппарата социологии нововведений как фактор конституирования специальной социологической теории // Веснік БДУ. Серыя 3. — 2008. — № 1. — С. 53 — 56.
- Кучко, Е. Е. Методы социологического изучения нововведений: особенности, возможности и перспективы использования // Философия и социальные науки. — 2008. — № 1. — С. 43 — 46.
- Кучко, Е. Е. Научный дискурс изучения инноваций: особенности формирования и специфика современной реализации // Социология. — 2008. — № 2. — С. 83 — 90.
- Кучко, Е. Е. Систематизация подходов к классификации инноваций // Социология. — 2008. — № 4. — С. 61-70.
- Кучко, Е. Е. Управленческие нововведения: сущность, классификация и особенности реализации // Проблемы управления. — 2008. — № 4. — С. 144—146.
- Кучко, Е. Е. Эвристические методы социологического изучения инновационной практики // Философия и социальные науки. — 2008. — № 4. — С. 56-59.
- Кучко, Е. Е. Инноватика: проблемы определения и теории // Свободная мысль. — 2008. — № 6. — С. 203—210.
- Кучко, Е. Е. К вопросу о роли социологии в изучении актуальных проблем инновационной практики // Кафедре социологии БГУ — 20 лет: сборник научных трудов / под науч. ред. А. Н. Данилова, А. Н. Елсукова, Д. К. Безнюка; Белгосуниверситет. — Минск: Право и экономика, 2009. — С. 217—227.
- Кучко, Е. Е. Организационные факторы эффективности инноваций // Труд. Профсоюзы. Общество. — 2009. — № 1. — С. 40-43.
- Кучко, Е. Е. Социальная инноватика в структуре социального познания и практики // Социология. — 2009. — № 1. — 49-59.
- Кучко, Е. Е. Менеджмент инноваций как условие реализации инновационных практик // Проблемы управления. — 2009. — № 1. — С. 201—204.
- Кучко, Е. Е. Планирование и прогнозирование инновационной деятельности: стратегии и методы // Философия и социальные науки. — 2009. — № 1-2. — С. 43-47.
- Кучко, Е. Е. Маркетинг инноваций: особенности, функции и структура // Проблемы управления. — 2009. — № 3. — С. 119—124.
- Кучко, Е. Е. «Жизненный цикл» инновационного процесса: этапы и особенности реализации // Философия и социальные науки. — 2009. — № 3. — С. 73-76.
- Кучко, Е. Е. Про задачi соціологічноi науки у реалізацiiiнноваційноi діяльностi // Вісник Харківського національного університету iменi В. Н. Каразіна. — 2009. — № 844. — С. 14-18.
- Кучко, Е. Е. Социология инновационного развития как специальная социологическая теория // Проблемы управления. — 2009. — № 4. — С. 90-94.
- Кучко, Е. Е. Социологическая характеристика меры включенности населения в инновационные процессы (по материалам исследования) // Социология. — 2010. — № 4. — С. 69-75.
- Кучко, Е. Е. Концептуальные и технико-технологические инновации как феномен инновационной практики // Методологія, теорія та практика соціологічного аналізу сучасного суспільства: Збірник науковых праць / ред. кол.: В. С. Бакіров [и др.] — Харьків: Видавничий центр Харківського націщнального університету iменi В. Н. Каразіна, 2010. — Вып. 16. — С. 324—327.
- Кучко, Е. Е. Инновационные процессы: особенности и факторы реализации // Современное русское зарубежье. Антология. — Т.6, Кн. 2. — Социология. — М.: Академика, 2010. — С. 191—206.
- Кучко, Е. Е. Социальные инновации: подходы к определению и классификации // Вісник Харківського національного університету iменi В. Н. Каразіна. — 2011. — № 941. — С. 27-33.
- Социолого-статистическое обеспечение инновационных процессов / Е. Е. Кучко, Е. А. Кечина // Веснік БДУ. Серыя 3. — 2011. — № 3. — С. 81-86.
- Кучко, Е. Е. Социологический анализ потребления лекарственных средств населением Республики Беларусь // Социология. — 2011. — № 4. — С.90-97.
- Кучко, Е. Е. Социальные механизмы инновационного развития // Гуманитарно-экономический вестник. — 2012. — № 1. — С. 42-49.
- Кучко, Е. Е. Специфика реализации инновационных процессов // Философия и социальные науки. — 2012. — № 1/2. — С. 64-68.
- Междисциплинарный синтез социологии и статистики в изучении инновационной практики / Е. Е. Кучко, Е. А. Кечина // Вісник Харківського національного університету iменi В. Н. Каразіна. — 2012. — № 999. — С. 36-41.
- Кучко, Е. Е. Социологическое изучение инноваций // Социологический альманах. — Минск: «Беларуская навука», 2012. — Вып. 3. — С. 42-47.
- Кучко, Е. Е., Левицкая, И. В. Социологический анализ знаний и поведения родителей в области здоровья, питания и образования детей дошкольного возраста (по материалам исследования) // Гуманитарно-экономический вестник. — № 2. — 2013. — С. 41 — 55.
- Кучко, Е. Е. Инновации как форма управляемого общественного развития // Философия и социальные науки. — № 4. — 2014. — С. 33-39.
- Некоторые аспекты фармакотерапии ревматоидного артрита в реальной клинической практике (результаты социологического опроса) / Е. Кучко, Е. Кундер, Н. Мартусевич, И. Левицкая // Здравоохранение. Научно-практический рецензируемый ежемесячный журнал. Орган здравоохранения Республики Беларусь. — 2014. — С. 61-70.
- Некоторые аспекты фармакотерапии ревматоидного артрита в реальной клинической практике (результаты социологического опроса) / Е. Кучко, Е. Кундер, Н. Мартусевич, И. Левицкая // Вопросы организации и информатизации здравоохранения: рецензируемый аналитико-информационный бюллетень. — 2015. — С. 62 −66.
- Conceptual outlook to social business development /E. Kuchko, S. Navasaitiene, R. Rukuigiene, I. Levickaya //Management theory and studies for rural business and infrastructure development. Scientific journal. — № 4. — 2015. — Vol. 37.- P. 552—562.
- Кучко Е. Е., Левицкая И. В., Веремеева Н. П. Современные практики в области социального предпринимательства: опыт Беларуси // Минск, журнал БГУ. Социология. -№ 3. — 2017. — С. 102—110.

Учебно-методические работы:
- Оперативные социологические исследования: учебное пособие / Д. Г. Ротман, С. Н. Бурова, Н. П. Веремеева, Н. Е. Голубкова, А. Н. Данилов, Н. В. Ефимова, Е. А. Коростелева, Е. Е. Кучко, И. В. Левицкая, Л. Г. Новикова, Л. А. Соглаева, Л. В. Соловьева, Л. Г. Титаренко, Н. Н. Чурилов, В. И. Шайков, Г. Н. Щелбанина // Д. Г. Ротман, С. Н. Бурова, Н. П. Веремеева [и др.]; Гуманитарно-экономический негосударственный институт; науч. ред. А. Н. Данилов, чл.-корр. Академии наук Республики Беларусь, Д. Г. Ротман, доктор социолог. наук, профессор. — Минск: Издательство «Веды», 1997. — 208 с.
- Кучко, Е. Е. Опросные методы сбора первичной социологической информации // Социология: учебное пособие для студентов вузов / А. Н. Елсуков [и др.]; под ред проф. А. Н. Елсукова. — 5-е изд. — Минск: ТетраСистемс, 2004. — Гл. 4. & 5.1. — С. 466—482.
- Кучко, Е. Е. Социология нововведений // Социология: Методология отраслевых и оперативных социологических исследований: учебное пособие для студентов социологических специальностей БГУ / Д. Г. Ротман [и др.]; под ред Д. Г. Ротмана, А. Н. Елсукова. — Минск: БГУ, 2005. — Разд. 1, гл.11. — С. 145—153.
- Социальная работа: Теория и организация: Учеб. пособие / П. П. украинец, С. В. Лапина, С. Н. Бурова, К. Э. Зборовский, Е. А. Кечина, Е. А. Коновальчик, Н. Н. Красовская, В. И. Кудрявцева, Е. Е. Кучко, Л. В. Филинская, Е. В. Шпаковская, С. М. Алейникова, И. В. Левицкая, Л. Н. Лесив-Иванова, Н. П. Ромашевская; под ред. П. П. Украинец, С. В. Лапиной. — 2-е изд. — Минск: ТетраСистемс, 2007. — 288 с.
- Кучко, Е. Е. Социология инноваций // Социология: учебное пособие / А. Н. Данилов [и др.]; под науч. ред. А. Н. Данилова. — Минск: РИВШ, 2012. — Гл. 3.1. — С. 307—345.
- Кучко, Е. Е. Методы социологических исследований // Социология: учебное пособие / А. Н. Данилов [и др.]; под науч. ред. А. Н. Данилова. — Минск: РИВШ, 2012. — Гл. 3.2. — С. 356—365.
- Кучко, Е. Е. Социология инноваций: учебно-методическое пособие. — Минск: БГУ, 2013. — 183 с.
- Кучко, Е. Е. Социология инноваций: учебно-методическое пособие. — Минск: БГУ, 2013—183 с.105. Социология: учебное пособие / Данилов, А. Н. [и др.]; под общ. ред. А. Н. Данилова. — Минск: ВШ, 2014. — 319 с. (Кучко, Е. Е. — разделы 3.1;3.2).